# Конституция Перу
Конституция Перу является основным законом Перу. Нынешняя конституция, принятая 31 декабря 1993 года, является пятой по счёту конституцией Перу в XX веке. Она заменила Конституцию 1979 года.
Черновой проект Конституции был создан Демократическим учредительным конгрессом, который был созван Президентом страны Альберто Фухимори во время Перуанского конституционного кризиса 1992 года, последовавшего за роспуском Конгресса. Проект новой Конституции был обнародован 29 декабря 1993 года. Демократический учредительный конгресс был переизбран в 1992 году, и новая Конституция была принята на референдуме в 1993 году.
Нынешняя конституция Перу отличается от Конституции 1979 года тем, что предоставляет Президенту бо́льшую власть, чем прежде. Например, в ней разрешались перевыборы, двухпалатный Конгресс, состоявший из 240 депутатов, сокращён до однопалатного из 120, 
и не только подтверждала право Президента на вето, присутствовавшее и в предыдущей конституции, но и давала ему право использовать постатейное вето, а также предписывала, что все налоговые законы должны получить предварительное утверждение в Министерстве экономики и финансов. Согласно Конституции 1979 года, Президент имел право распустить конгресс после того, как Конгресс не одобрит появление новых членов Кабинета министров 3 раза, нынешняя же Конституция позволяет Президенту сделать то же после 2 неодобрений. Конституция даёт Президенту возможность издавать законы, пока он первым информирует Конгресс о намерении это делать. Если Президент распустит Конгресс, Конституция даёт ему право управлять страной без Конгресса до выборов в новый Конгресс, но не дольше 4 месяцев, в течение этого времени Постоянный Комитет распущенного Конгресса будет продолжать функционировать.

## Конституция 1979 года
Конституция 1979 года была принята 12 июля 1979 года Конституционной Ассамблеей, избранной в июне 1978 года, после 10 лет военной диктатуры. Она заменила Конституцию 1933 года. Конституция вошла в действие в 1980 году после перевыборов свергнутого Президента Фернандо Белаунде Терри. Согласно ей президент мог быть избран лишь на один срок в 5 лет. Был учреждён двухпалатный законодательный орган, состоящий из высшего Сената (60 членов) и низшей Палаты депутатов (180 членов). Также, из Конституции убрана проверка на грамотность как условие обладания избирательным правом. было разрешено участие в выборах лиц, достигших 18 лет.